# Beisbroek

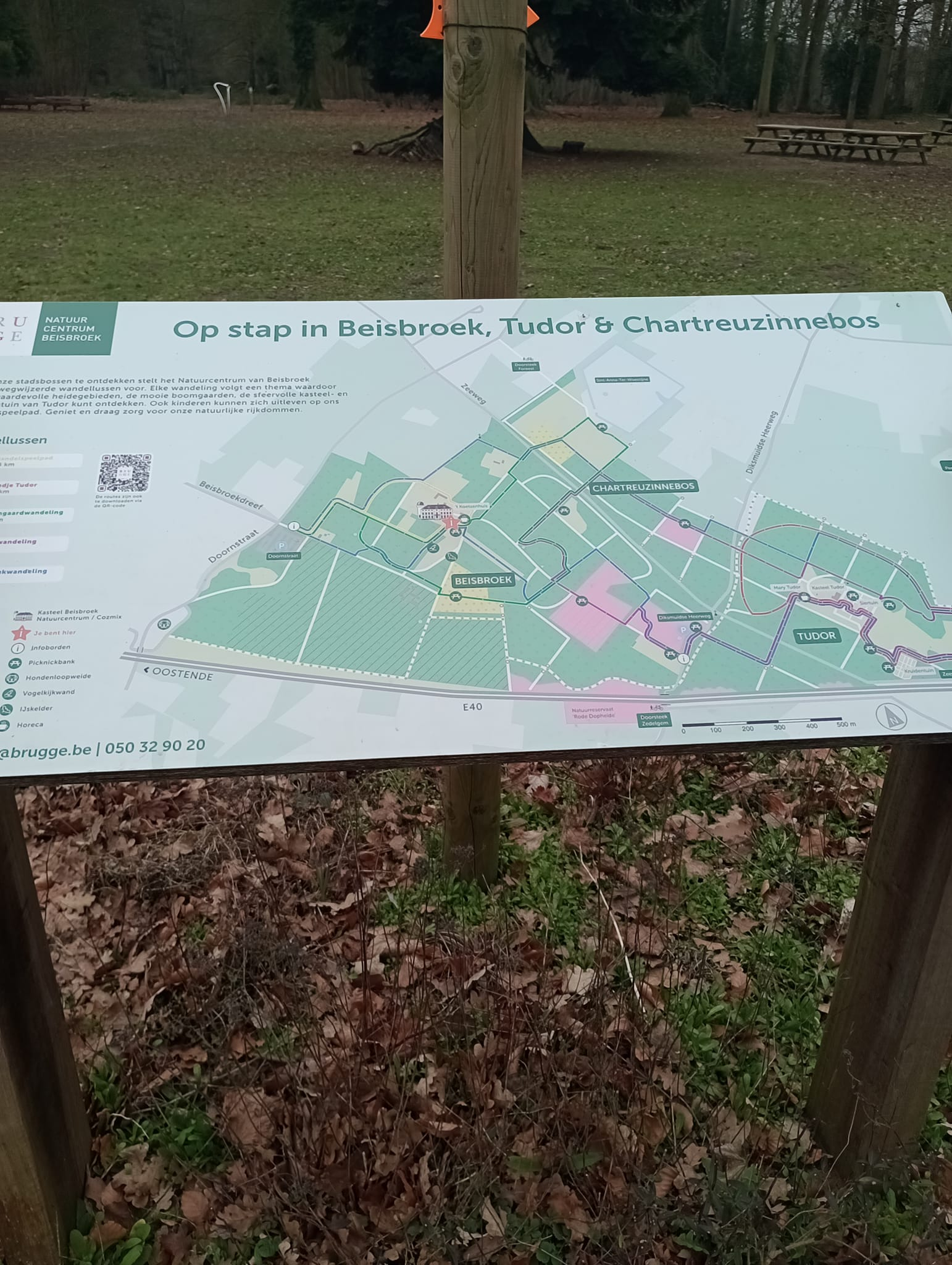
Op stap in Beisbroek, Tudor- en Chartreuzinnenbos

Beisbroek is een domein gelegen in Sint-Andries, een deelgemeente van Brugge in België.
Het kasteel Beisbroek was de residentie van een paar burgemeesters van Sint-Andries. De laatste bewoners waren de edelman Otto de Mentock en de notaris de Busschère.
Het domein (ca. 100 ha) is sedert 1973 eigendom van de stad Brugge en bestaat vooral uit heide, bos en akkers. In het Kasteel Beisbroek zijn een natuurcentrum, volkssterrenwacht en planetarium met observatiekoepel gevestigd. Het hele park is 98 ha groot. Vlakbij liggen ook nog het domein Tudor en het Chartreuzinnenbos.
Er worden educatieve wandelingen en tentoonstellingen georganiseerd, dikwijls bedoeld voor kinderen en jongeren.